# Radepont
Radepont – miejscowość i gmina we Francji, w regionie Normandia, w departamencie Eure.
Według danych na rok 1990 gminę zamieszkiwało 737 osób, a gęstość zaludnienia wynosiła 47 osób/km² (wśród 1421 gmin Górnej Normandii Radepont plasuje się na 324 miejscu pod względem liczby ludności, natomiast pod względem powierzchni na miejscu 121).